# Ricardo Peláez
Ricardo Peláez Linares (ur. 14 marca 1963 w mieście Meksyk) – meksykański piłkarz występujący najczęściej na pozycji napastnika, menedżer sportowy.
Peláez był księgowym, lecz to piłka nożna była jego hobby, więc spróbował swoich sił w meksykańskim klubie Club América. Mimo że w tym czasie w pierwszym zespole było 23 innych zawodników, to Peláez został rozpoznany jako wielki talent i znalazł się w pierwszym zespole od razu. W meksykańskiej Primera División zadebiutował w rozgrywkach 1985/1986. W seoim debiutanckim sezonie strzelił 16 goli w 36 ligowych meczach i wywalczył z drużyną mistrzostwo Meksyku.
Mimo iż rozpoczął karierę w Club América, to był kibicem nie tylko tego klubu, ale także ówczesnego mistrza kraju – Necaxy, której szeregi w 1987 roku zasilił. To z tym zespołem osiągał największe w swojej karierze sukcesy – mistrzostwa Meksyku (1994/1995 – zarazem pierwsze w historii klubu, 1995/1996), wicemistrzostwo (Invierno 1996), puchar kraju (1995), superpuchar (1995) i drugie miejsce w Pucharze Mistrzów CONCACAF (1996). Ogółem w latach 1987–1997 zdobył 138 bramek w 352 spotkaniach w lidze, co daje mu pozycję najlepszego strzelca w Primera División w historii klubu.
W 1997 Peláez wrócił do Club América jeszcze na rok, następnie przeszedł do największego rywala Amériki, Chivas de Guadalajara w zimie 1998 roku. W 2000 roku został zmuszony do zakończenia kariery, w związku z nawracającymi urazami kolana.
W latach 1989–1999 Peláez rozegrał 43 mecze dla reprezentacji Meksyku, w których 16 razy wpisywał się na listę strzelców. W 1996 roku znalazł się w składzie na Złoty Puchar CONCACAF, na którym zanotował 2 trafienia w 4 meczach. Dwa lata później został powołany przez selekcjonera Manuela Lapuente na Mistrzostwa Świata we Francji, gdzie Meksyk odpadł w 1/8 finału, natomiast gracz Necaxy zdobył dwie bramki w fazie grupowej.
Po zakończeniu kariery Peláez został komentatorem sportowym w stacji Televisa – użyczył swojego głosu w hiszpańskojęzycznej wersji gier FIFA. W listopadzie 2011 został prezesem sportowym Club América, zastępując na tym stanowisku Michela Bauera.